# Днестровская линия
Днестро́вская ли́ния — ряд крепостей, воздвигнутых русским правительством в конце XVIII века на юге Европейской части Российской империи (современные Украина и ПМР) для защиты возникших там новых русских поселений.
Тянулась от реки Мокрый Ягорлык (притока Днестра) по Днестру до его устьев и далее вдоль морского берега до Очакова. В состав Днестровской линии, кроме небольших укреплений, входили крепости Тираспольская или Средняя на Днестре, Аджадерская (Овидиопольская), Одесская — на морском берегу, Очаков.
Крепости Днестровской линии возводились Экспедицией постройки южных крепостей.